# L'ultimo ostacolo
L'ultimo ostacolo è un singolo della cantautrice italiana Paola Turci, scritto in collaborazione con Stefano Marletta per il testo su musica di Luca Chiaravalli ed Edwyn Roberts, pubblicato il 6 febbraio 2019 come primo estratto dal quindicesimo album in studio Viva da morire.
Il brano è stato presentato in gara al 69º Festival di Sanremo, dove si è classificato al 16º posto.

## Video musicale
Il videoclip del brano, diretto da Anissa Bonnefont, è stato pubblicato il 5 febbraio 2019 sul canale YouTube della Warner Music Italy. Il video vede come protagonisti oltre a Paola Turci anche gli attori Sarah Felberbaum e Giuseppe Fiorello.

## Formazione
Musicisti
- Paola Turci – voce
- Edwyn Roberts – basso, pianoforte, sintetizzatore, cori
- Emiliano Bassi – batteria
- Michele Zocca – chitarra acustica, chitarra elettrica, sintetizzatore
- Luca Chiaravalli – pianoforte, sintetizzatore
- Eleonora Montagnana – violino
- Fabio Barnaba – archi

Produzione
- Luca Chiaravalli – produttore, registrazione
- Michele Zocca – registrazione
- Alex Trecarichi – missaggio
- Antonio Baglio – mastering

## Classifiche
| Classifica (2019) | Posizione massima |
| ----------------- | ----------------- |
| Italia            | 31                |